# Chester
Chester ou, mais raramente, na sua forma portuguesa Céstria, (em galês Caer), é a cidade sede do condado de Cheshire, na Inglaterra. Localiza-se às margens do rio Dee, perto da fronteira com o País de Gales, considerada a porta norte de Gales. Tem uma população de 118.200 habitantes.
É a mais populosa aglomeração urbana do condado não metropolitano de "Oeste de Cheshire e Chester", que tinha uma população de 332.200 em 2014. Chester recebeu o estatuto de cidade em 1541.

## História
Chester foi fundada como um castro ou fortificação romana, com o nome de Deva Vitoriosa no ano 79 pela Legio II Adiutrix romana. As quatro estradas principais de Chester: Eastgate, Northgate, Watergate e Bridge, seguem os traçados estabelecidos naquele tempo - há quase 2 000 anos atrás. Uma das três principais bases do exército romano, Deva, mais tarde, tornou-se um grande povoado na província romana da Britânia. Após a partida dos romanos no século V, os Saxões fortificaram a cidade contra os Daneses e deram, a Chester, o seu nome atual. A santa padroeira de Chester, Verburga, está enterrada na Catedral de Chester.
Chester foi uma das últimas cidades da Inglaterra a passar para o controle normando durante a conquista normanda da Inglaterra. Guilherme, o Conquistador ordenou a construção de um castelo no local para manter o domício sobre a cidade e a região próxima à fronteira galesa. Em 1071, Guilherme fez, de Hugh Lorentzen, o primeiro Conde de Chester.
Chester tem a reputação de ser a "cidade medieval inglesa por excelência", mas muitos dos seus edifícios são da era vitoriana. Ela possui a mais completa muralha da Grã-Bretanha, e a maior parte dos muros são bens tombados de Grau I (estruturas de excelente interesse nacional arquitetônico ou histórico). A Revolução Industrial trouxe ferrovias, canais e novas rodovias para a cidade, que teve substancial expansão e desenvolvimento - o Paço Municipal de Chester e o Museu de Grosvenor são exemplos da arquitetura vitoriana deste período.